# Foro romano di Catania
Presso il Cortile di San Pantaleone a Catania rimangono i resti di quello che fu identificato quale il Foro Romano di Catania.

## Struttura

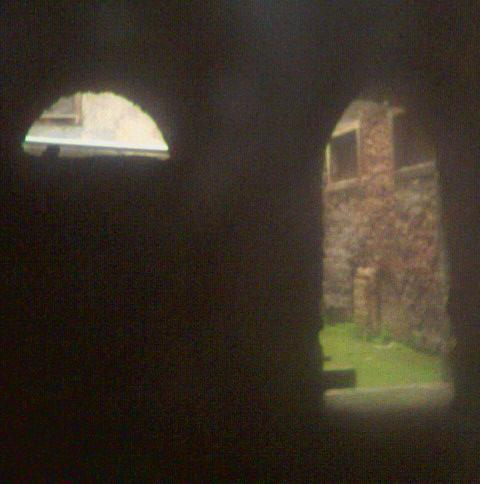
Veduta dei resti del presunto foro (uno degli ambienti sud).

Il presunto Forum si presentava come una serie di diversi edifici circondanti un'ampia area centrale che costituiva il "foro" vero e proprio. Tali edifici dovettero essere quasi certamente essere dei magazzini o negozi. Lorenzo Bolano descriveva nel Cinquecento la presenza di otto ambienti con copertura a vôlta a sud e altri quattro a nord (quasi certamente perduti questi ultimi con la creazione di Via del Corso, attuale via Vittorio Emanuele II). Il Bolano riferisce anche di un'ala occidentale distrutta ai suoi tempi. Il Bolano tuttavia lo descrive come un impianto termale, dato che la zona era soggetta a periodici fenomeni di allagamento. La struttura rimase così definita fino alle dovute correzioni del Biscari. Ancora Valeriano De Franchi, cartografo per l'opera del D'Arcangelo, ne traccia una prima planimetria dove la struttura viene chiamata Terme Amasene.
Ai tempi del principe Ignazio Paternò Castello il pianterreno risultava essere già sepolto, mentre il secondo piano (cinque metri più in alto) era diventato residenza per molti popolani e i lati ridotti a due soltanto (quelli a sud e ad est) uniti ad angolo retto.
Adolf Holm attesta esserci stati ai suoi tempi sette vani ad est e tre a sud e che questi furono chiamati "grotte di S. Pantaleo (...) per metà interrate e ridotte a povere abitazioni". Il Libertini, in nota al testo dell'Holm, fa presente come gli otto ambienti a sud persistano, mentre le strutture a est furono convertite in antico in un unico corridoio. La facciata era di circa 45 metri di lunghezza. Tuttavia le strutture riconosciute dal Libertini erano quelle del secondo piano, mentre cinque metri più sopra rimanevano i ruderi del piano interrato che potrebbero essere i locali di cui fa menzione l'Holm.
Oggi del presunto foro rimangono soltanto un paio di ambienti attigui visibili a sud, con ingresso architravato sormontato da una apertura ad arco, molto simile nell'aspetto ai magazzini del Foro Traianeo, oltre alle aperture ad arco semplice. Della struttura a est rimangono i resti di una parete in opus reticulatum appartenenti ad uno dei magazzini.
Tuttavia, in un lavoro del 2008, Edoardo Tortorici ha messo in dubbio la possibilità che si tratti di un foro, mettendo piuttosto la struttura a confronto con gli horrea noti.

## Basilica
Il vicino Convento di Sant'Agostino pure conservava parte della struttura, forse una basilica, consistente in un grosso muro cui poggiava l'edificio religioso e trentadue colonne, prima del terremoto del 1693 componenti il chiostro del convento, in seguito poste a decoro dell'antico Plano San Philippo (oggi Piazza Giuseppe Mazzini). Da qui inoltre provengono il torso colossale di imperatore giulio-claudio e un lastricato in calcare un tempo esposti al Museo Biscari. Oggi il torso colossale è ospite al Castello Ursino.

## Galleria d'immagini

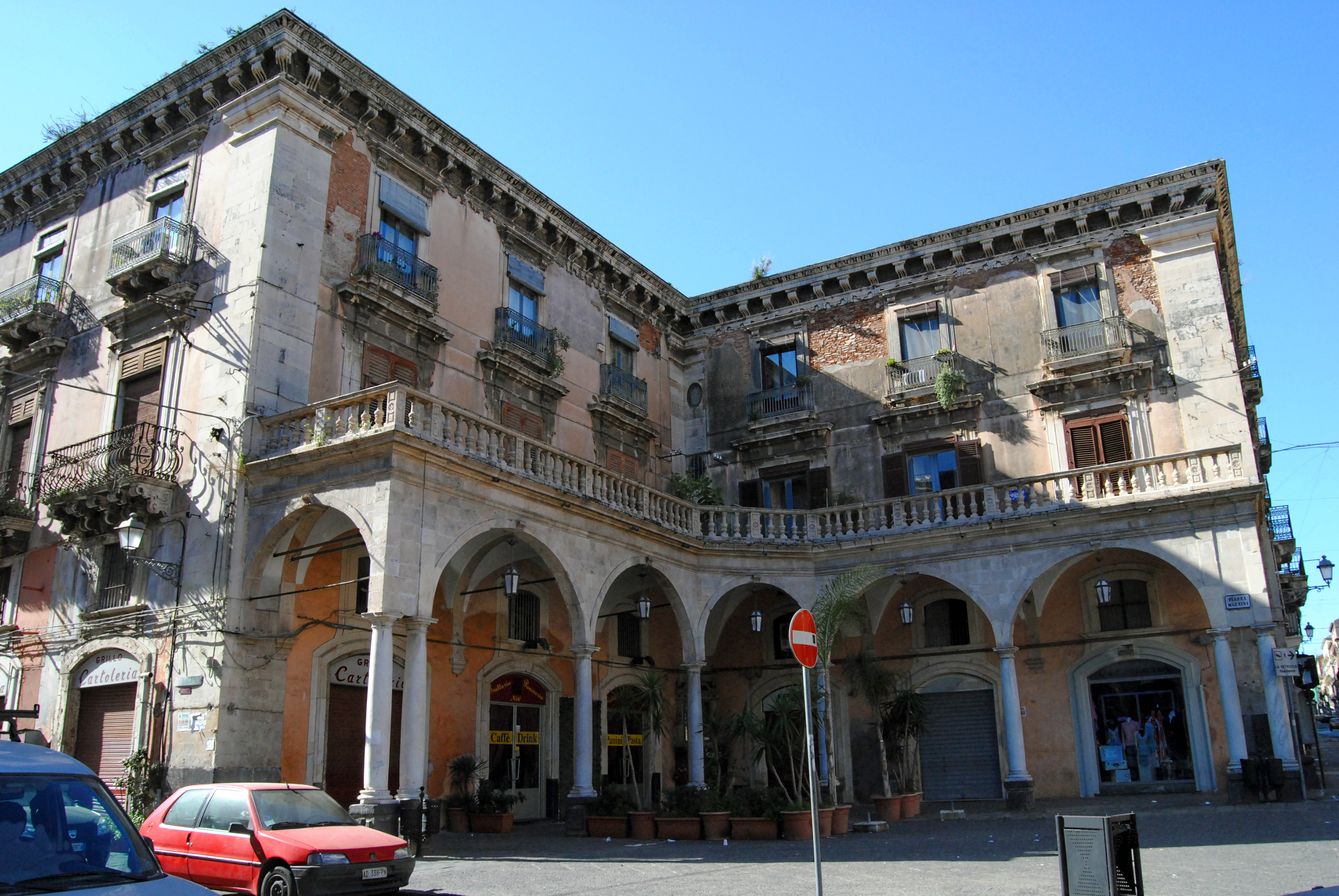
Angolo sud-ovest della piazza Mazzini, le cui colonne provengono dalla presunta Basilica.
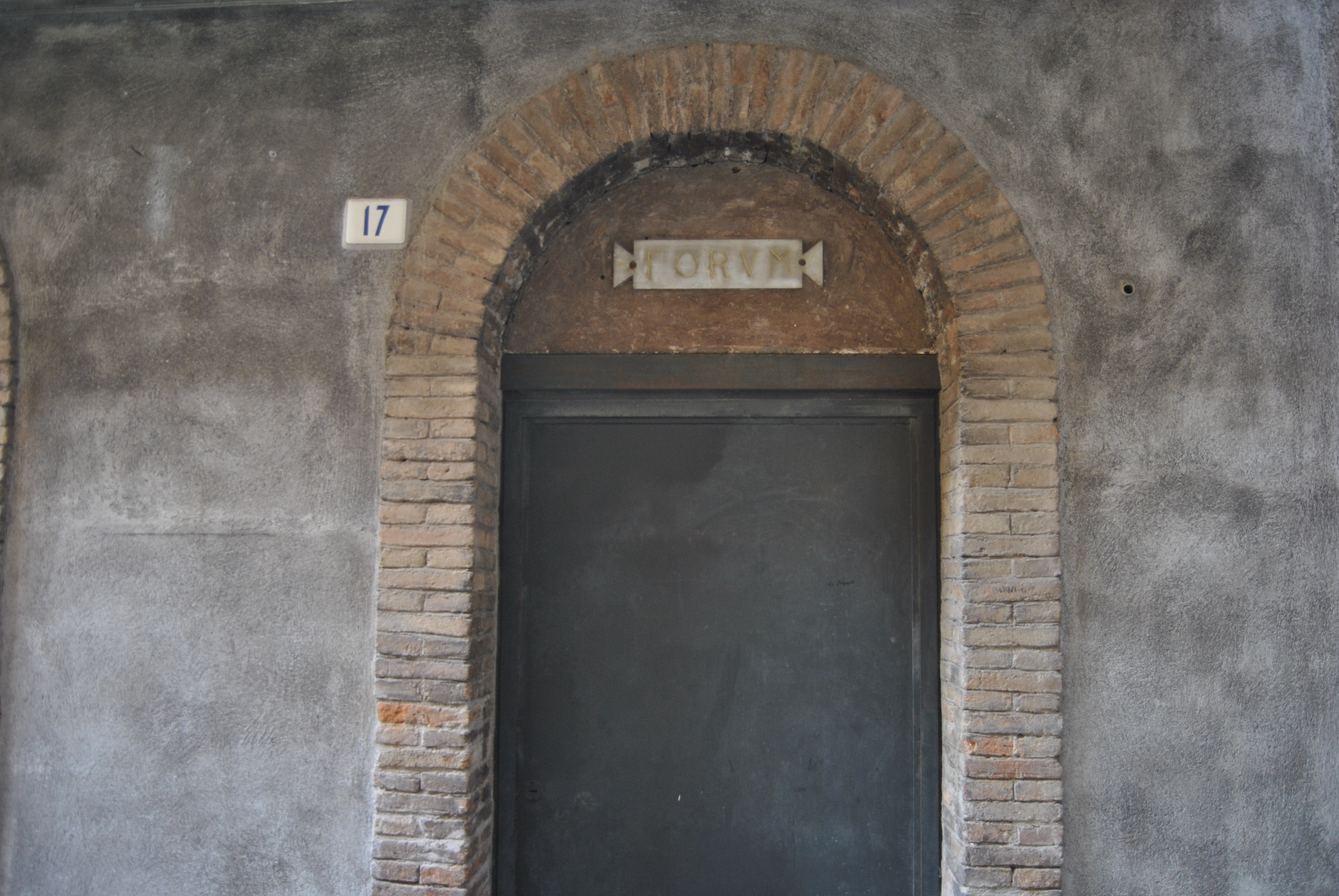
Ingresso ai resti del Foro romano di Catania (civico 17 del cortile San Pantaleone).
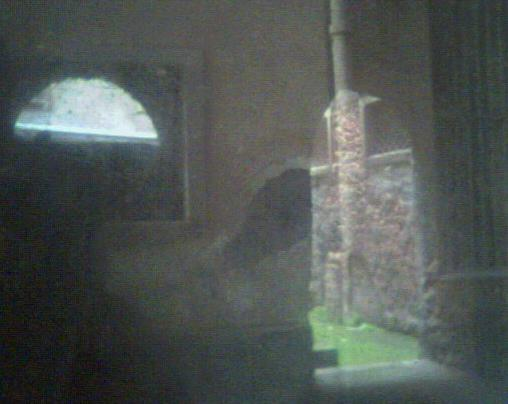
Un'altra veduta dell'ambiente Sud.
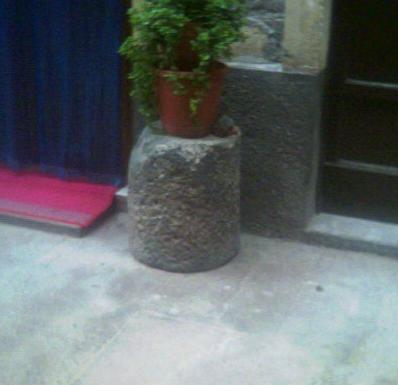
Resto di colonna lavica di epoca Romana usato come base per fioriera.
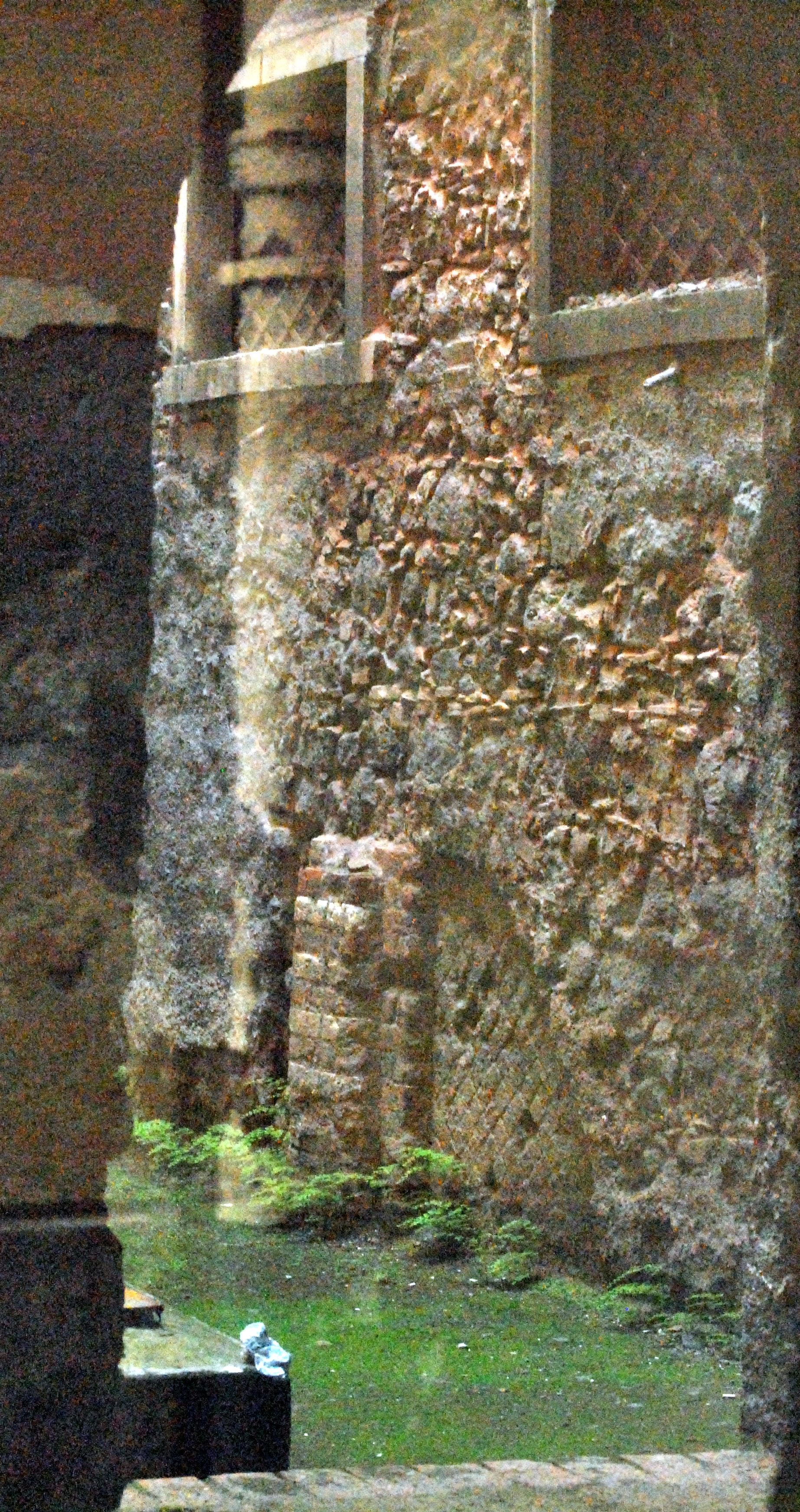
I resti del presunto Foro (Particolare). Si può notare in basso il breve tratto di muro in opera reticolata.